# Именная группа
Именная группа (ИГ) (англ. noun phrase, NP) — словосочетание, в котором имя существительное является вершиной синтаксической группы, то есть главным словом, определяющим характеристику всей составляющей[прояснить]. Иногда к ИГ относятся также группы с вершиной в виде местоимения, но чаще они обозначаются как PRNP или PrNP (англ. pronoun phrase). В современных синтаксических теориях[неопределённость] принято считать, что даже если имя не содержит зависимых составляющих, оно всё равно является именной группой, состоящей в этом случае из одного слова.
Обычно именные группы функционируют как объекты и субъекты глаголов, предикативные выражения и комплементы предлогов и послелогов. Именные группы могут быть вложены внутрь друг друга, например, ИГ замок с привидениями содержит внутри себя предложную группу (ПГ) (англ. prepositional phrase, PP) с привидениями, комплементом которой является другая ИГ привидениями в творительном падеже.
В минималистской грамматике именная группа, содержащая детерминатор, считается детерминированной группой (ДГ) (англ. determiner phrase, DP). Детерминатор может быть непроизносимым (англ. silent determiner), тогда ИГ всё равно является ДГ.

## Идентификация именной группы
Именная группа в следующих предложениях подчёркнута, а вершина выделена жирным шрифтом.
Предложение содержит именную группу.
На доске были написаны разные слова.
Пушкин был великим поэтом.
Для того, чтобы выявить именную группу, нужно попробовать заменить её местоимением. В данном случае это возможно (см. ниже), а значит, именная группа была идентифицирована правильно.
Оно её содержит.
Они были написаны на ней.
Он им был.

## Виды зависимых в именной группе
Вершина именной группы может иметь при себе следующие виды зависимых (модификаторов):
- прилагательные — например, хороший, зелёный, старый;
- наречия, модифицирующие прилагательное, входящее в состав ИГ — например, неописуемо большой, давно забытый, хорошо сложенный;
- именные адъюнкты — брат отца, кружка Пети, собака полковника;
- предложные группы — вещь в себе, невеста на выданье, вой на луну;
- относительные предложения — мальчик, которого я ударил, собака, которая бежит, сваренный вчера суп;
- инфинитивные группы — the man to beat, в русском языке эту функцию выполняет конструкция «предлог + отглагольное имя» — мальчик для битья, чаша для питья.

Позиция, где должен употребляться определенный модификатор, зависит от характеристик конкретного языка. В английском прилагательные и именные адъюнкты предшествуют вершинному имени (Paul’s best friend), а относительные предложения идут после вершины (а man that lies).
Для русского языка можно сформулировать следующие закономерности: предшествуют вершинному имени прилагательные (хороший день), наречия, модифицирующие прилагательное (хорошо сложенный мужчина), а после него ставятся именные адъюнкты (друг Васи), предложные группы (мальчик для битья) и относительные предложения (паровозик, который смог).

## Синтаксическая функция

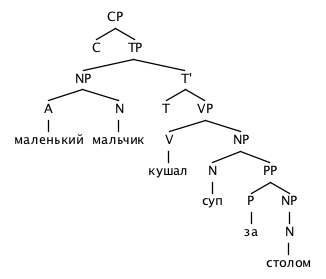
Упрощенная синтаксическая структура для предложения «Маленький мальчик кушал суп за столом»

Именные группы могут выступать как в роли подлежащего и прямого объекта, так и в роли комплемента предложной группы, которая может являться непрямым объектом.
Рассмотрим как пример предложение Маленький мальчик кушал суп за столом. На диаграмме приведена его упрощённая синтаксическая структура.
В этом предложении три именных группы:
маленький мальчик выступает в роли подлежащего и состоит из вершины и её модификатора. Располагается субъект в позиции спецификатора составляющей ТР в связи с признаком ЕРР (англ. extended projection principle);
суп — ИГ в аккузативе, состоящая лишь из вершинного имени и выступающая в качестве прямого объекта;
столом — ИГ в творительном падеже. Является комплементом предложной группы с вершиной в виде предлога за, который управляет творительным падежом, приписывая его своему комплементу. Вся предложная группа является непрямым объектом глагола.

## Способы построения графов для именных групп
Существует несколько способов предоставить именную группу (ИГ) в виде дерева. Первая проблема, с которой придётся столкнуться — определить, являются ли в данном языке именные группы детерминированными группами или нет. Если говорить об английском языке, то в современных синтаксических теориях принято считать, что любая именная группа имеет в себе детерминатор, выраженный или нулевой, следовательно, является DP.
В русском языке утвердившейся точки зрения на эту тему нет.
В романской и германской группе языков существуют следующие основные способы представить синтаксическую структуру именной группы в виде дерева.

### Дерево непосредственных составляющих
Дерево (граф) непосредственных составляющих с бинарным ветвлением:
```
     NP                NP        |        DP                DP
   /    \              |         |      /    \              |
det      N'            N'        |   det      NP            NP
 |     /   \         /   \       |    |     /   \         /   \
the  adj   N'      adj    N'     |   the  adj   NP      adj    NP
      |    |        |     |      |         |    |        |     |
     big   N       big    N      |        big   N       big    N
           |              |      |              |              |
         house          houses   |            house          houses

```

### Дерево зависимостей
Дерево, отражающее зависимости между словами: